# Roma Jilo
A Roma Jilo hevesi, autentikus cigány népzenét játszó együttes. A Roma Jilo jelentése: cigány szív.
Az 1990-es években alakult, tagjai: Horváth Ernő szövegíró, énekes; Horváth László énekes, gitáros; Jónás János énekes, kannás; Farkas Flórián szájbőgős, kannás, akik már kamaszkorukban megalapították zenekarukat.
Dallam- és harmóniaviláguk őrzi az évszázados hagyományokat, ugyanakkor követi a korszerű hangzásvilágot, így a hagyományos hangszeres felállást (gitár, tambura, kanna, kanál) kiegészítették  szintetizátorokkal, dob-groove-okkal.